# Ilona Varga
Ilona Varga (* April 1960 in Háromfa, Komitat Somogy) ist eine ungarische Journalistin, Übersetzerin und Herausgeberin eines Wörterbuchs.

## Leben

### Herkunft und Ausbildung
Ilona Varga wurde in Háromfa, einer Zigeunersiedlung im Komitat Baranya geboren, die damals aufgelöst wurde. Die Geburtsurkunde wurde am 11. April im nahegelegenen Dorf Kemese ausgestellt. Ihre Kindheit verbrachte sie in Zaláta. Bis zum Alter von 6 Jahren sprach sie nur Beash, die Sprache der dort ansässigen Roma. Nach der Grundschule besuchte sie das Gymnasium in Pécs. Danach heiratete sie und gründete eine Familie. Varga arbeitete nebenbei als Verwalterin, Küchenmädchen sowie als Buchhalterin in einer Handschuhfabrik, als sie an der Pädagogischen Fakultät der Universität Pécs Ungarisch studierte. Nach Abschluss der Hochschule unterrichtete sie sechs Jahre lang im Wohnheim einer Pécser Sonderschule.
Im Jahr 1989 wurde sie beim Magyar Rádió („Ungarischen Radio“) unter Vertrag genommen, wo sie in der ersten Redaktion der Cigányfélóra („Zigeuner-Halbestunde“) mitarbeitete. Im ersten Fernsehprogramm für Roma, das im Pécsi Körzeti Stúdió des Magyar Televízió produziert wurde, war sie Moderatorin der Sendung Figyelj rám! (beash: Bágăm Számá! – Asun Kathe! deutsch: „Beachte mich!“). 1991 absolvierte sie eine Ausbildung an der MÚOSZ Bálint György Újságíró Akadémia („György Bálint Journalisten-Akademie“). Später erwarb sie an der Lorand-Eötvös-Universität Diplome in den Fächern Medien und Soziologie.

### Engagement und berufliche Laufbahn
Varga ist Initiatorin der Gandhi Alapítvány („Gandhi Stiftung“), die Europas erstes Roma-Gymnasium, das Gandhi-Gymnasium in Pécs ins Leben rief. Außerdem ist sie Kuratorin folgender Stiftungen und Einrichtungen, die dem Schutz und der Förderung von Roma dienen:
- Gandhi Közalapítvány („Gandhi Gemeinschaftsstiftung“)
- Magyarországi Cigányokért Közalapítvány („Ungarische Gemeinschaftsstiftung für Zigeunerhilfe“)
- Fészek Alapítvány („Nest Stiftung“) der staatlichen Kinderfürsorge, die Hilfestellung bei Adoptionen leistet
- Kisebbségi Jogvédő Iroda („Rechtsschutzbüro für Minderheiten“)

Weiterhin ist sie Vorstandsmitglied der Filantróp Társaság („Philanthropischen Gesellschaft“) und Leiterin der Tegnapután Országos Cigány Kulturális Egyesület („Landesweiten Kulturellen Vereinigung Übergestern“)
Im Jahr 1999 wurde sie verantwortliche Herausgeberin des Cigány Magazin („Zigeuner-Magazin des Ungarischen Fernsehens“). Dort war sie auch Reporterin der Porträtserie Sorsfordítók („Schicksalswendungen“). Einige Jahre lang war sie Programmdirektorin der karitativen Roma-Sendungen Szálkák („Splitter“) und Segíthetek? („Kann ich helfen?“) beim Petőfi Rádió.
Erwähnenswert ist auch die Radiosendung Kórterem („Zeitraum“), die sich sowohl mit dem Ausgeliefertsein von Patienten als auch dem Einsatz von Ärzten in Krankenhäusern auseinandersetzt. Auch die Situation von Straßenmusikern wurde thematisiert. Ein weiteres Projekt ist eine von Blinden gemachte Sendung. Auch beim Kossuth Rádió gestaltete Varga ein Programm, das sich mit verschiedenen benachteiligten gesellschaftlichen Schichten befasst.
1996 erreichte Varga, dass die Beash-Sprache beim Idegennyelvi Továbbképző és Vizsgaközpont („Weiterbildungs- und Prüfungszentrum für Fremdsprachen“) in den staatlichen Prüfungskatalog von Sprachen aufgenommen wurde. Seither sind Beash-Kenntnisse als Sprachkenntnis anerkannt. Im selben Jahr legte sie bei der genannten Institution die Prüfung in ihrer Muttersprache ab. Sie ist auch Herausgeberin des ersten Beash-Ungarischen Wörterbuchs, das etwa 10.000 Einträge enthält.
Ilona Varga ist auch die erste Beash-Dolmetscherin des Landes. Als sie erfuhr, dass Zigeunern, die die ungarische Sprache nicht ausreichend beherrschen zwar das Recht zusteht, vor Gericht einen Übersetzer zu verlangen, es jedoch praktisch keine Dolmetscher auf dem Niveau von Muttersprachlern gab, legte sie die Dolmetscherprüfung ab.
In verschiedenen Zeitschriften, beispielsweise in der Világunk („Unsere Welt“), der Barátság („Freundschaft“) und der Lungo Drom erscheinen regelmäßig ihre Übersetzungen und Interviews. Sie war auch an der Ausarbeitung eines grundlegenden Lehrplans für Romakultur beteiligt.

## Preise
Für ihre Tätigkeiten erhielt sie 1998 den Preis der Union Chamber Hungary, den auch Kennedy und Kissinger in jungen Jahren erhalten hatten. Außerdem gewann sie jeweils zweimal den Nívódíj („Niveau-Preis“) des Magyar Rádió und den Tolerancia Díj(„Toleranzpreis“), sowie einmal den Pro Humanitas Díj („Pro Humanitas-Preis“). Im März 2003 wurde sie mit dem Táncsics Mihály-díj („Mihály Táncsics-Preis“) ausgestattet und im Jahr 2006 mit dem Kisebbségekért Díj („Preis für Minderheiten“). Ein Jahr später bekam sie den Jó Ember Díj („Guter-Mensch-Preis“).

## Werke
- Mese a telepről („Märchen über die Siedlung“)
- Gyökerek („Wurzeln“)
- A cigány közösség hatása a tanuló a tanulóra
- Motiváció
- Személyiségfejlesztés („Persönlichkeitsentwicklung“)
- Életük egyfajta bizonyítás („Eine Art Beweis unseres Lebens“)
- Válogatás magyar szerzők cigány tárgyú írásaiból („Auswahl von Schriften ungarischer Autoren, die von Zigeunerthemen handeln“)
- Válogatás a világirodalom cigány tárgyú írásaiból („Auswahl von Schriften der Weltliteratur, die von Zigeunerthemen handeln“)
- Beás-magyar / Magyar-beás szótár („Wörterbuch Beash-Ungarisch / Ungarisch-Beás“)
- Kik is a cigányok? („Wer sind diese Zigeuner?“)
- Válogatás a kortárs cigány irodalom alkotóinak írásaiból („Auswahl von Schriften zeitgenössischer Zigeunerliteratur“)
- Hanglenyomatok („Stimmungsdrücker“)

Hinweis: Die deutschen Titel in Klammern sind frei übersetzt und sind keine Titel deutscher Versionen der Werke Ilona Vargas.